# Ресавски хумови
Ресавски хумови су брда која се налази у источној Србији, са леве стране Ресаве, између села Црквенац, Дубље, Гложане, Грабовац и Бресје, у општини Свилајнац. Највиши врх је Врлански хум, са надморском висином од 390 m. Припадају групи Родопских планина.